# Kirangare
Kirangare ist ein Verwaltungsbezirk (Ward) des Distrikts Same in der tansanischen Region Kilimandscharo.

## Geografie
Kirangare liegt im Nordosten von Tansania im Süden des Pare-Gebirges. Der Bezirk grenzt im Norden an Bwambo und Mpinji, im Osten an Myamba, im Süden an Vunta und im Westen an Hedaru. Bei der Volkszählung 2022 lebten 5207 Menschen in 1248 Haushalten auf einer Fläche von 31,5 Quadratkilometern.

## Gliederung
Der Bezirk besteht aus drei Gemeinden (Mtaa) mit elf Orten (Kitongoji):
| Kirangare - Mamboleo - Konto - Mteke | Makasa - Makasa - Ndungu - Rangeni | Idaru - Msasa - Bumbuli - Narema - Kilotweni - Ngujini |

## Wirtschaft und Infrastruktur
- Bildung: Die Kirangare Secondary School ist eine staatliche weiterführende Schule, die etwas über 100 Mädchen und Burschen bis zur 4. Stufe ausbildet.[8]
- Gesundheit: Im Bezirk befindet sich eine staatliche Apotheke, die auch kleine chirurgische Eingriffe durchführt.[9]